# Galerida deva
A Galerida deva a madarak osztályának verébalakúak (Passeriformes) rendjébe és a pacsirtafélék (Alaudidae) családjába tartozó faj.

## Rendszerezése
A fajt William Henry Sykes skót ornitológus írta le 1832-ben, az Alauda nembe Alauda Deva néven.

## Előfordulása
India területén honos. Természetes élőhelyei a szubtrópusi és trópusi cserjések, sziklás környezetben, valamint szántóföldek. Állandó, nem vonuló faj.

## Megjelenése
Testhossza 14 centiméter.
|  |

## Természetvédelmi helyzete
Az elterjedési területe nagyon nagy, egyedszáma pedig stabil. A Természetvédelmi Világszövetség Vörös listáján nem fenyegetett fajként szerepel.